# Жолт Гайдош
Жолт Гайдош (угор. Gajdos Zsolt, нар. 4 лютого 1993, Велика Бийгань, Берегівський район, Закарпатська область, Україна) — угорський футболіст, півзахисник клубу «Галадаш».

## Клубна кар'єра

### «Відеотон»
Жолт Гайдош народився 4 лютого 1993 року в селі Велика Бийгань Берегівського району Закарпатської області, але незабаром переїхав до Угорщини, де з 2009 по 2012 роки виступав за молодіжну команду клубу «Відеотон». 29 липня 2011 року, як гравець команди U-19 у фіналу турніру пам'яті Ференца Бене проти «Цибалії» відзначився 4-ма голами у воротах хорватського клубу, а угорці виграли цей турнір, при цьому Гайдош став найкращим бомбардиром турніру й отримав почесне звання найкращого польового гравця. 9 червня 2012 року «Відеотон» U-19 став переможцем юнацького чемпіонату Угорщини, після того як у заключному турі «Відеотон» переміг «Ференцварош U-19» зрахунком 5:0. Гайдош же став найкращим бомбардиром чемпіонату.

### «Академія Пушкаша»
16 липня 2012 року підписав контракт з командою U-19 клубу «Академія Пушкаша», яка на той час виступала в другому дивізіоні угорського чемпіонату. Новий тренер Міклош Бенчеш розраховував на невелику кількість гравців. 19 серпня Гайдош вийшов на поле з лави для запасних у поєдинку проти «Чаквара». У другому поєдинку в рамках другого дивізіону угорського чемпіонату відзначився першим результативним пасом, після якого Аттіла Полонкаї відзначився голом. 30 січня 2013 року під час зимової перерви в чемпіонаті в грі проти клубу Ломбард з міста Папа відзначився дебютним голом у футболці «Академії», завдяки чому матч завершився з рахунок 1:1. У період з 2012 по 2016 роки в угорському чемпіонаті зіграв 44 матчі та відзначився 3-ма голами.

### «Бекешчаба»
7 лютого 2014 року на правах оренди перейшов до «Бекешчаби». У складі команди зіграв 11 матчів та відзначився 4-ма голами.

### «Чаквар»
7 липня 2014 року на правах оренди перейшов до «Чаквара». У складі клубу зіграв 26 матчів та відзначився 14-ма голами.

### «Сольнок»
27 червня 2015 року на правах оренди перейшов до клубу «Сольнок». Відзначився 15-ма голами в 29-ти матчах у футболці «Сольноку».

### «Халадаш»
Під час зимової перерви сезону 2016/17 років прибув на перегляд до клубу «Халадаш» в Хорватія, де команда проходила зимові збори. 21 січня 2017 року на 54-ій хвилині товариського матчу проти «Цибалії» відзначився голом, Халадаш переміг з рахунком 1:0.
2 лютого 2017 року підписав контракт з «Халадашем». Контракт розрахований на 2,5 роки й є чинним до 30 червня 2019 року.

## Заборона в'їзду на територію України
26 червня 2018 року СБУ заборонила футболісту в'їзд на територію України через виступи за по факту сепаратистську команду українських угорців «Kárpátalja» та участь з командою у чемпіонаті світу з футболу серед невизнаних країн і територій.

## Клубна статистика
Станом на 6 травня 2017 року
| Клуб               | Сезон            | Ліга  | Ліга | Кубок | Кубок | Кубок ліги | Кубок ліги | Єврокубки | Єврокубки | Загалом | Загалом |
| Клуб               | Сезон            | Матчі | Голи | Матчі | Голи  | Матчі      | Голи       | Матчі     | Голи      | Матчі   | Голи    |
| ------------------ | ---------------- | ----- | ---- | ----- | ----- | ---------- | ---------- | --------- | --------- | ------- | ------- |
| Відеотон           |                  |       |      |       |       |            |            |           |           |         |         |
| 2011–12            | 0                | 0     | 1    | 0     | 0     | 0          | 0          | 0         | 1         | 0       |         |
| Загалом            | 0                | 0     | 1    | 0     | 0     | 0          | 0          | 0         | 1         | 0       |         |
| Академія Пушкаша   |                  |       |      |       |       |            |            |           |           |         |         |
| 2012–13            | 26               | 3     | 0    | 0     | 0     | 0          | 0          | 0         | 26        | 3       |         |
| 2013–14            | 3                | 0     | 0    | 0     | 2     | 0          | 0          | 0         | 5         | 0       |         |
| 2016–17            | 15               | 0     | 0    | 0     | 0     | 0          | 0          | 0         | 15        | 0       |         |
| Загалом            | 44               | 3     | 0    | 0     | 2     | 0          | 0          | 0         | 46        | 3       |         |
| Бекешчаба (Оренда) |                  |       |      |       |       |            |            |           |           |         |         |
| 2013–14            | 11               | 3     | 0    | 0     | 0     | 0          | 0          | 0         | 11        | 3       |         |
| Загалом            | 11               | 3     | 0    | 0     | 0     | 0          | 0          | 0         | 11        | 3       |         |
| «Чаквар» (Оренда)  |                  |       |      |       |       |            |            |           |           |         |         |
| 2014–15            | 26               | 14    | 0    | 0     | 0     | 0          | 0          | 0         | 26        | 14      |         |
| «Сольнок» (Оренда) |                  |       |      |       |       |            |            |           |           |         |         |
| 2015–16            | 29               | 15    | 0    | 0     | 0     | 0          | 0          | 0         | 28        | 15      |         |
| Халадаш            | 2016–17          | 2     | 0    | 0     | 0     | 0          | 0          | 0         | 0         | 0       | 0       |
| Karrier összesen   | Karrier összesen | 113   | 35   | 1     | 0     | 2          | 0          | 0         | 0         | 113     | 35      |